# Changtse

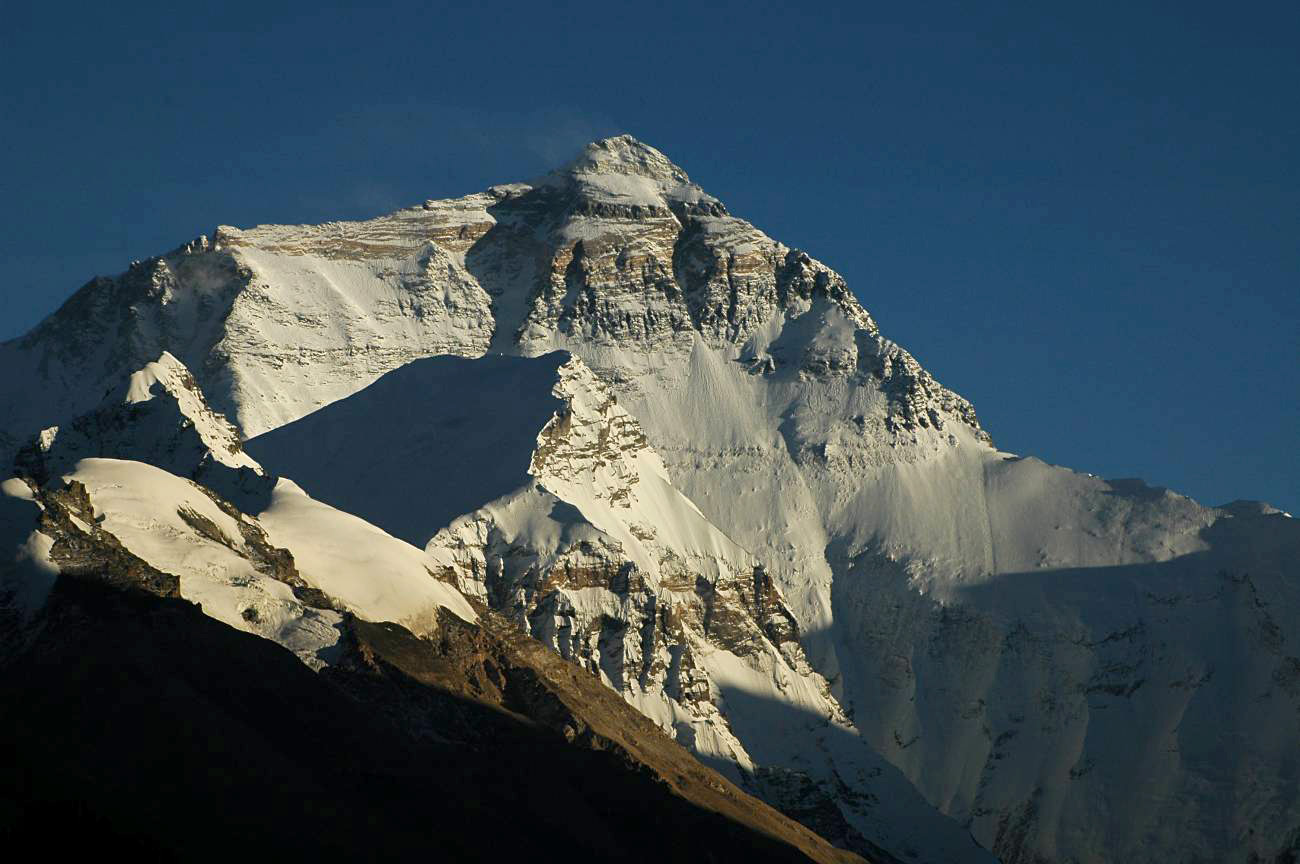
Foto vanaf de noordkant van de berg. Achter de Changtse bevindt zich de Mount Everest

Changtse (Tibetaans: "noordelijke bergtop") is een berg gesitueerd in het arrondissement Tingri het zuiden van Tibet in China. De berg ligt ten noorden van de Mount Everest en maakt eveneens deel uit van het Himalaya-gebergte. Volgens Chinese kaarten is de hoogte 7 543 meter. Andere instellingen zijn van mening dat de berg 40 meter langer is, oftewel 7 583 meter hoog.
De allereerste beklimming werd gedaan op 3 oktober 1982 door de Nederlander Johan Taks, die formeel de Mount Everest vanaf de noordkant wilde beklimmen. De eerste officiële beklimming werd 11 dagen later gedaan, op 14 oktober 1982 door de Duitser Udo Zehetleitner. Twee dagen later stonden de Duitsers Paul Braun, Rudolf Frick, Ludwig Hösle en Martin Engler ook op de top van de berg. Ze zaten in dezelfde expeditie als Zehetleitner.